# Fourche de guerre

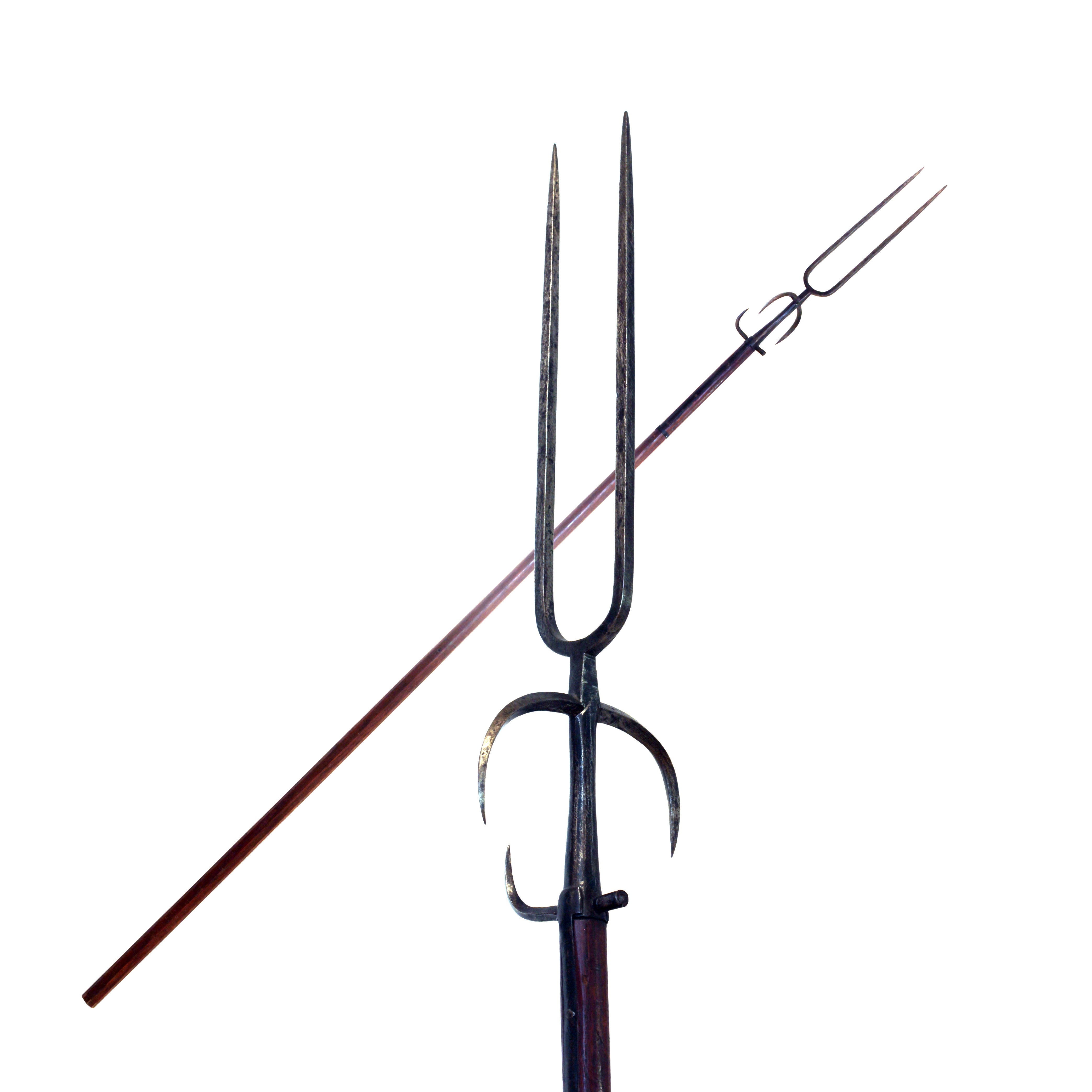
Fourche de guerre, fin du XVIe-début du XVIIe siècle, environ 2.5 mètres en tout. Exposé au musée militaire du château de Morges.

La fourche de guerre est un type d'arme d'hast utilisé en Europe entre les XVe et XIXe siècles. 
La fourche de guerre est un dérivé militaire de la fourche utilisée en agriculture. La fourche de guerre se caractérise par deux pointes parallèles droites et lisses ; en ceci, elle contraste avec la fourche d'agriculture, dont les pointes sont courbes, et avec le trident, dont les pointes sont parfois barbelées en raison de son héritage d'outil de pêche.
Les pointes de la fourche de guerre sont en général soit parallèles, soit vont en s'écartant légèrement. Dans certaines parties de l'Europe, particulièrement l'Italie, la France et l'Allemagne, elle devient l'arme d'hast d'usage le plus courant, particulièrement pour la guerre de siège. La fourche est utilisée pour désarçonner les cavaliers, et des fourches assemblées peuvent constituer des échafaudages ou des palissades. 